# Elliot Bunney
Elliot Bunney, född den 11 december 1966 i Bathgate, Storbritannien, är en brittisk friidrottare inom kortdistanslöpning.
Han tog OS-silver på 4 x 100 meter stafett vid friidrottstävlingarna 1988 i Seoul.